# Артнак
Артнак (фр. Arthenac) насеље је и општина у западној Француској у региону Поату-Шарант, у департману Приморски Шарант која припада префектури Жонзак.
По подацима из 2011. године у општини је живело 332 становника, а густина насељености је износила 26,22 становника/km². Општина се простире на површини од 12,66 km². Налази се на средњој надморској висини од 72 метара (максималној 111 m, а минималној 43 m).

## Демографија
| 1962. | 1968. | 1975. | 1982. | 1990. | 1999. | 2011. |
| ----- | ----- | ----- | ----- | ----- | ----- | ----- |
| 389   | 398   | 351   | 305   | 331   | 312   | 332   |

График промене броја становника у току последњих година